# Bahía Asistencia
Bahía Asistencia (en inglés: Assistance Bay) es una pequeña bahía formando la cabeza de bahía de la Posesión, a lo largo de la costa norte de la isla San Pedro, Georgia del Sur. Fue nombrada por un personal de las Investigaciones Discovery quien registró el área en el período de 1926-30.